# Invincibleklasse

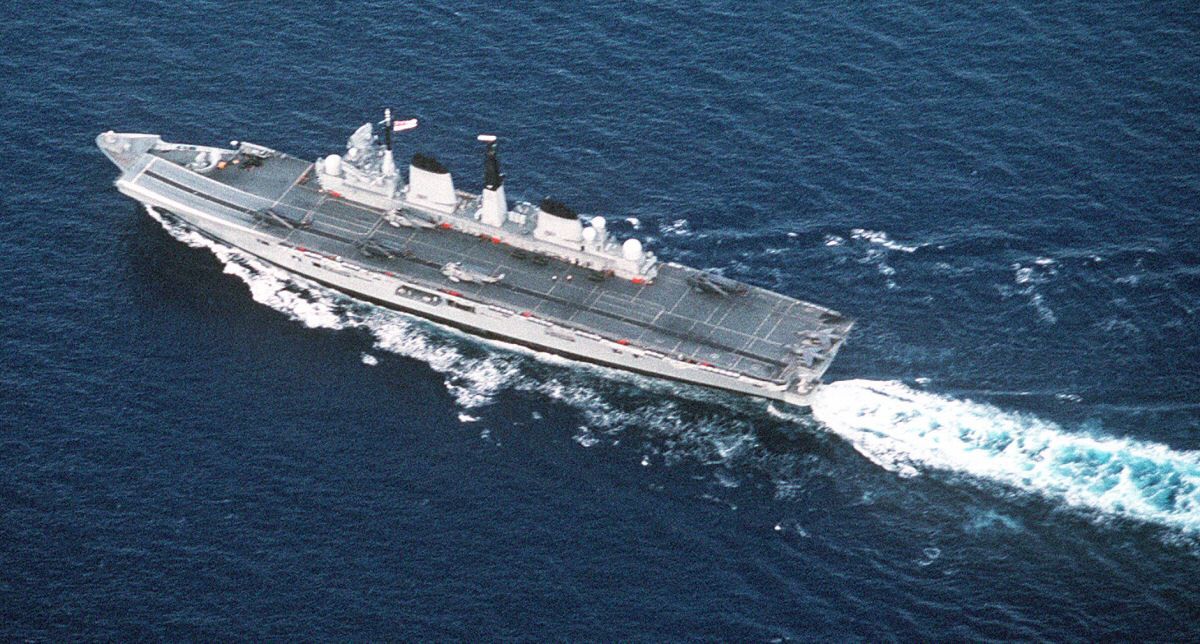
HMS Invincible (R05) tijdens de NAVO-oefening Display Determination '91.

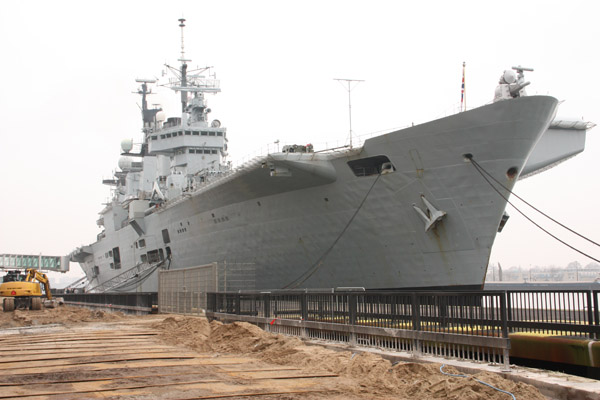
HMS Illustrious (R06) in de haven van Amsterdam op 01-03-2009.

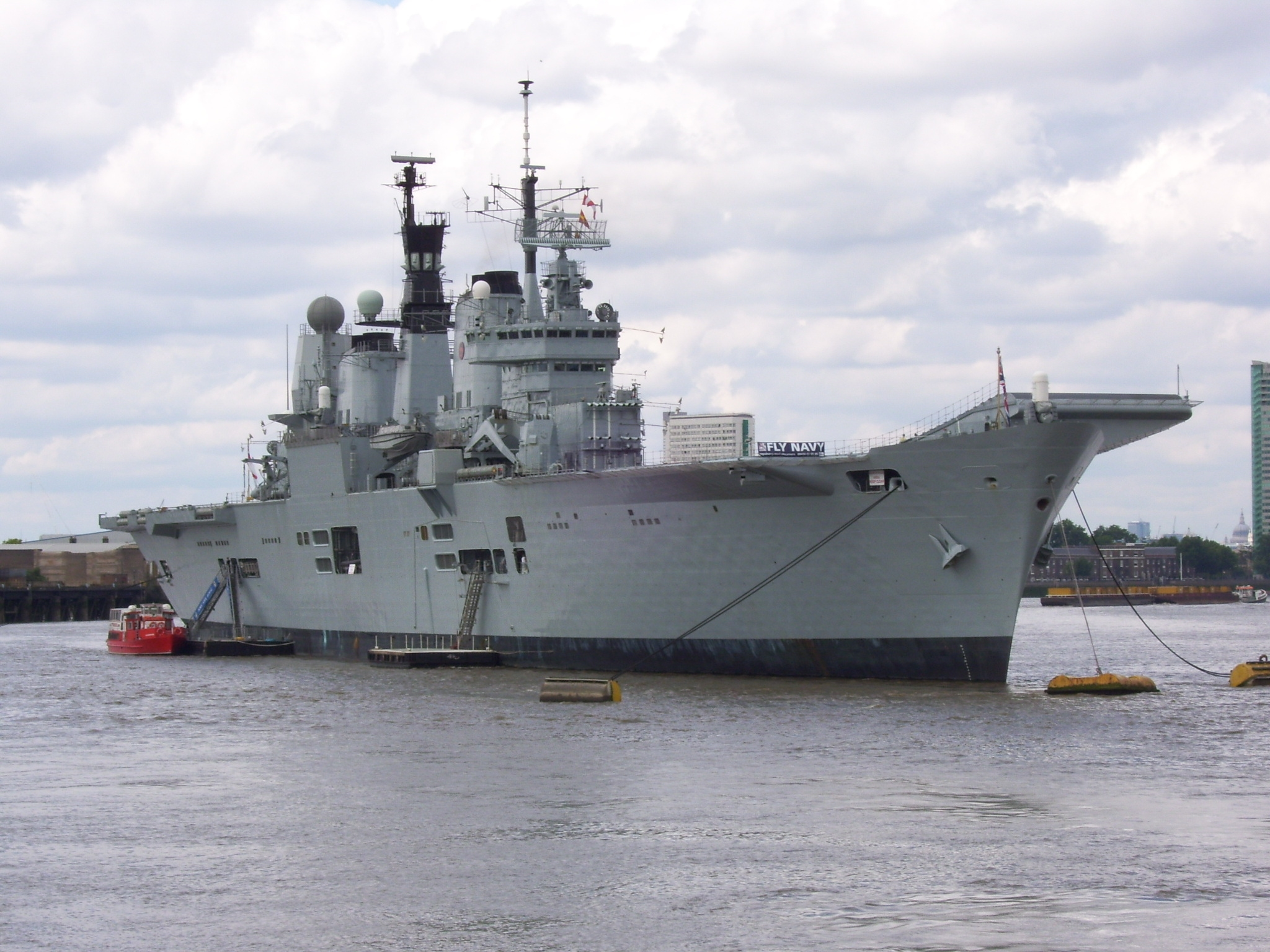
HMS Ark Royal (R07) in de haven van Greenwich in 2007.

De Invincibleklasse was een serie van drie lichte vlootvliegdekschepen van de Britse Royal Navy. Alle schepen van de Invincibleklasse zijn uitgefaseerd. In 2018 en 2020 volgden de twee nieuwe schepen van de Queen Elizabethklasse de Invincibleklasse op.

## Schepen
- HMS Invincible (R05) (1980-2010)
- HMS Illustrious (R06) (1982-2014)
- HMS Ark Royal (R07) (1985-2011)

## Bouw en diensttijd
De schepen werden gebouwd van 1973 tot 1985. In 2005 is de Invincible in reserve geplaatst. Volgens planning zal het schip in 2010 definitief van de sterkte worden afgevoerd als de nieuwe vliegdekschepen aan de vloot worden toegevoegd.

## Achtergrond
De Invincibleklasse is het resultaat van vergaande bezuinigingen bij de Royal Navy in de jaren zestig. In die tijd beschikte de marine nog over de grote vliegdekschepen Ark Royal (R09), Eagle (R05) (beiden Audaciousklasse) en Victorious (R38) (Illustriousklasse), alsmede de kleinere Hermes (R12) en Centaur (R06) (Centaurklasse). Daarnaast waren er nog twee helikoptercarriers (Albion (R07) en Bulwark (R08)) voor amfibische oorlogvoering.
Al in 1965 werd de Centaur in reserve geplaatst en tussen 1969 en 1972 werden de Albion, Centaur, Victorious en Eagle  van de sterkte afgevoerd. De Hermes werd in 1972 omgebouwd tot helikoptercarrier en de Bulwark werd dat jaar in reserve genomen. Bij dezelfde bezuinigingen sneuvelde het plan om een in grootte met de Amerikaanse Forrestalklasse vergelijkbaar vliegdekschip (het CVA-01 project) te bouwen. Uiteindelijk restte een ontwerp voor een helikoptercarrier met een waterverplaatsing van 16.000 ton. Men vermeed in die periode zelfs de aanduiding vliegdekschip: de Invincibleklasse werd in alle plannen aangeduid als anti-submarine cruiser of als through-deck cruiser.
Het idee was dat de Invincibles dienst zouden doen als kern van anti-onderzeebooteskaders op de Atlantische Oceaan. Ongeveer een dozijn ingescheepte Sea King anti-onderzeeboothelikopters zouden, in samenwerking met meevarende fregatten, Russische onderzeeboten moeten opsporen en bestrijden. Men verwachtte dat eventueel enkele lichte jachtvliegtuigen van het Harriertype luchtverkenning en luchtverdedigingstaken zou kunnen uitvoeren. Opmerkelijk was wel dat de schepen van het begin af aan ontworpen zijn met een hoekdek, iets wat gewoonlijk ontbreekt aan typische helikoptercarriers. Lanceerinrichtingen (stoomkatapult) en vangkabels (nodig voor het landen van straalvliegtuigen) ontbraken. Met deze schepen gaf de Royal Navy duidelijk aan af te zien van een aanvalstaak voor zijn vliegdekschepen.
Tijdens de bouwperiode van het schip ontdekten piloten van de Royal Air Force dat Harrier-jagers met meer belading de lucht in kunnen als aan het eind van hun horizontale aanloop een soort van springschans (skijump) gebruikt wordt. De Invincible werd derhalve nog tijdens de bouw van een skijump voorzien.

## Falklandoorlog
Tijdens de Falklandoorlog was alleen de Invincible in dienst. Samen met de oudere Hermes was dit schip van onschatbare waarde voor de Royal Navy. Het gemis van een groot vliegdekschip (zoals de "oude" Ark Royal, die twee jaar daarvoor was gesloopt) liet zich overigens wel voelen. De betrekkelijk kleine en lichte Sea Harriers hadden een te klein vliegbereik en draagvermogen. Deze oorlog, alsmede het veelvuldig inzetten van vliegdekschepen van de Invincibleklasse in de Adriatische Zee en de Perzische Golf hebben tot het inzicht geleid dat een nieuw vliegdekschip groter en meer "klassiek" zal zijn.

## Beschrijving
De Invincibleklasse wordt geclassificeerd als licht vliegdekschip. De schepen hebben een waterverplaatsing van 22.000 ton. De schepen zijn 209 meter lang en 36 meter breed. Alle schepen hebben een skischans aan het einde van de baan. Deze schans staat onder een hoek van 7° toen de schans werd geïnstalleerd op Invincible en Illustrious en 12° voor Ark Royal. Deze schans helpt piloten met een zwaardere lading toch op te stijgen.

## Bewapening
Oorspronkelijk waren de schepen uitgerust met een lanceerinrichting voor de luchtdoelraket Sea Dart. Deze is op alle schepen inmiddels verwijderd om het vliegdek groter te maken. Na de ervaringen met de Falklandoorlog zijn luchtafweerkanonnen van het type Raytheon Phalanx geplaatst. Op de Invincible en de Illustrious zijn die vervangen door drie Goalkeepersystemen. In aanvulling daarop worden nog twee Oerlikon 20 mm-kanonnen gevoerd.

## Vliegtuigen
De luchtgroep zou aanvankelijk bestaan uit negen anti-onderzeeboothelikopters van het type Sea King en vijf jachtvliegtuigen van het type Sea Harrier FRS-1. Na de Falklandoorlog is het aantal Sea Harriers uitgebreid en kwamen er tevens Sea King AEW-helikopters aan boord. Met het verschuiven van taken op de oceaan naar kust gebonden operaties zijn er tevens vliegtuigen van het type Harrier GR7 van de RAF aan boord gekomen. Een luchtgroep kan uit 24 toestellen bestaan. Sinds de Sea Harriers in 2004 uit dienst zijn genomen bestaat een luchtgroep gewoonlijk uit negen Harriers GR7 en twaalf helikopters. Afhankelijk van de taken kan een mix worden meegevoerd van Sea King ASaC Mk 7 AEW, Sea King en Chinook-transporthelikopters en Merlin HM.1-anti-onderzeeboothelikopters.